# أليسون جاكسون
أليسون جاكسون (بالإنجليزية: Alison Jackson) (و. 1988  م) هي درّاجة، كندية.

## سباقات أو مراحل فاز بها
| التاريخ        | السباق                                                | المركز                                          |
| -------------- | ----------------------------------------------------- | ----------------------------------------------- |
| 10 مايو 2015   | طواف أمجين كاليفورنيا للسيدات 2015                    | السابع في التصنيف العام، التاسع في تصنيف الجبال |
| 04 يونيو 2015  | جائزة غاتينو الكبرى للدراجات 2015                     | العاشر في التصنيف العام                         |
| 30 مايو 2016   | Winston-Salem Cycling Classic Women 2016              | السادس في التصنيف العام                         |
| 02 يونيو 2016  | جائزة غاتينو الكبرى للدراجات 2016                     | السادس في التصنيف العام                         |
| 03 يونيو 2016  | Chrono Gatineau Woman 2016                            | التاسع في التصنيف العام                         |
| 05 يونيو 2016  | دراجات فيلادلفيا الكلاسيكية 2016                      | العاشر في التصنيف العام                         |
| 10 يوليو 2016  | 2016 White Spot / Delta Road Race (women's race)      |                                                 |
| 24 أغسطس 2016  | Trophée d'Or féminin 2016                             | الثامن في التصنيف العام                         |
| 06 سبتمبر 2016 | 2016 تور دي آرديش للسيدات                             |                                                 |
| 24 يونيو 2017  | سباق الطريق للسيدات في بطولة كندا لسباق الدراجات 2017 |                                                 |
| 20 أغسطس 2017  | طواف النرويج للسيدات 2017                             | السادس في تصنيف الجبال                          |
| 07 يوليو 2019  | Tour de Delta féminin 2019                            |                                                 |
| 15 أغسطس 2021  | طواف النرويج للسيدات 2021                             | الأول في تصنيف النقاط                           |
| 10 سبتمبر 2021 | سباق الطريق ضد الساعة للسيدات في بطولة كندا 2021      |                                                 |
| 12 سبتمبر 2021 | سباق الطريق للسيدات في بطولة كندا 2021                |                                                 |
| 26 يونيو 2022  | سباق الطريق للسيدات في بطولة كندا 2022                |                                                 |
| 14 أغسطس 2022  | باتل أوف ذا نورث 2022                                 | الأول في تصنيف النقاط                           |
| 08 أبريل 2023  | باريس روبيه للسيدات 2023                              | الأول في التصنيف العام                          |
| 25 يونيو 2023  | سباق الطريق للسيدات في بطولة كندا 2023                |                                                 |
| 17 سبتمبر 2023 | Grand Prix Cycliste de Gatineau 2023                  |                                                 |
| 04 مايو 2025   | 2025 Gracia Orlová                                    |                                                 |

## روابط خارجية
- أليسون جاكسون على موقع الاتحاد الدولي للدراجات (الإنجليزية)
- أليسون جاكسون على موقع أرشيف الدراجات (الإنجليزية)
- أليسون جاكسون على موقع إحصائيات الدراجات الإحترافية (الإنجليزية)
- أليسون جاكسون على موقع نسبة الدراجات (الإنجليزية)
- أليسون جاكسون على موقع CycleBase (الإنجليزية)
- أليسون جاكسون على موقع اللجنة الأولمبية الدولية (الإنجليزية)
- أليسون جاكسون على موقع أوليمبيديا (الإنجليزية)
- أليسون جاكسون على موقع اللجنة الأولمبية الكندية (الإنجليزية)